# Helix melanostoma
Espèce
L'Hélice tapada, Helix melanostoma, est une espèce d'escargots proche de l'Escargot de Bourgogne (Helix pomatia) et du Petit-gris (Helix aspersa aspersa).

## Description
Il est facilement confondu avec 
- le Petit-gris (Helix aspersa aspersa), dont la coquille n'a pas d'ouverture sombre[1],
- l'Otala de Catalogne (Otala punctata, lequel a une ouverture sombre, mais avec une coquille aplatie et moins épaisse)[1].

## Répartition
L'espèce est localement commune en pourtour de la Méditerranée, mais sa répartition exacte en France n'est pas encore connue. Il fait pour cette raison l'objet (fin des années 2000), avec trois autres espèces méditerranéennes (dont le Zonite peson) d'une enquête « interactive » dans le cadre d'un dispositif de type Science citoyenne, dit Caracol initié et piloté par l'ONEM.